# Marie-Marthe Chambon
Marie-Marthe Chambon, dans le siècle Françoise Chambon (Chambéry, 6 mars 1841 - 21 mars 1907, Chambéry), est une religieuse française, de l'ordre de la Visitation, connue pour ses expériences mystiques, et pour avoir introduit la dévotion du chapelet des Saintes Plaies. Sa cause en béatification est en cours, au titre de laquelle elle est considérée comme servante de Dieu.

## Biographie
Françoise Chambon naît le 6 mars 1841 à Chambéry, au hameau de la Croix-Rouge située au pied de la colline de Lémenc. Elle est baptisée le même jour. Aînée d'une fratrie de sept enfants, la famille vit dans la misère, ne vivant que des revenus d'une modeste ferme. Élevée dans une atmosphère profondément religieuse, c'est à l'âge de huit ou neuf ans que la fillette connaît ses premières expériences mystiques. Alors qu'elle participe avec sa tante à un Chemin de croix à l'occasion du Vendredi saint, elle aurait vu en vision le Christ attaché à la croix, couvert de sang et de plaies. 
Dès lors, sa vie spirituelle s'accentue, et elle prépare sa première communion avec ferveur. Le 8 septembre 1850, elle communie pour la première fois. L'Enfant-Jésus lui serait apparu et lui aurait promis de rester auprès d'elle tout au long de sa vie. Chaque jour, elle participe à la messe, récite le Rosaire en famille, multiplie les sacrifices et les mortifications. En 1861, elle est admise au sein du Tiers-Ordre franciscain.
Attirée par la vie religieuse, elle entre en 1862 au couvent de la Visitation de Chambéry. À cause de ses origines modestes, et ne pouvant pas donner de dot, elle y est admise comme sœur converse, destinée aux travaux domestiques. Le 2 août 1864, elle fit sa profession religieuse sous le nom de sœur Marie-Marthe.
À partir de mai 1866, ses expériences mystiques se développent, et par obéissance, elle les transmet fidèlement à ses supérieures. Jusqu'au jour de sa mort, aucune autre religieuse de la communauté ne connaîtra l'existence de sa vie mystique. Bien qu'elle se faisait remarquer pour sa profonde piété et par la bonne réalisation des tâches qu'on lui donnait, elle ne semblait pas se distinguer plus que cela des autres sœurs. 
En septembre 1866, elle obtient la permission de passer ses nuits en prière auprès du tabernacle. Elle reçoit dès lors des révélations privées du Christ, qu'elle met par écrit dans son journal. En septembre 1867, alors qu'une épidémie de choléra ravage la Savoie, le Seigneur lui aurait donné la prière du chapelet des Saintes-Plaies et lui aurait demandé de réaliser une Heure sainte le vendredi pour honorer ses plaies. Le 17 octobre 1867, dans les mains de sa mère supérieure, sœur Marie-Marthe réalise un acte d'offrande aux Saintes-Plaies pour le monde et l'Église. 
De 1869 à 1873, elle ne se nourrit que de l'Eucharistie. En 1874, elle reçoit les stigmates, qu'elle cacha jusqu'à sa mort. Les dernières années de sa vie, sœur Chambon traverse une nuit de la foi, qui ne ralentira pas sa ferveur ni ses activités au sein du couvent, mais qui lui causa beaucoup de souffrances. Elle mourut le 21 mars 1907, après une douloureuse maladie. 
D'abord enterrée dans le cimetière communal, ses restes furent ensuite transférés dans la chapelle Notre-Dame-des-Sept-Douleurs à Lémenc (Chambéry). Sœur Marie-Marthe Chambon repose aujourd'hui dans la chapelle de la Visitation de Marclaz, située dans la commune de Thonon-les-Bains.

## Béatification et canonisation
- 1908 : le pape Pie X autorise la dévotion aux Saintes-Plaies (chapelet, Heure sainte) ;
- 1934 : introduction de la cause en béatification et canonisation de sœur Marie-Marthe Chambon ;
- 1958 : introduction de la cause à Rome, auprès des congrégations pontificales ;
- 2010 : fondation de l'Association des amis de sœur Marie-Marthe ;
- 2012 : relance de la cause en béatification et canonisation.

### Sources et bibliographie
- Sœur Marie-Marthe Chambon, Groupe Saint-Rémi, 2011, 252 p. (ISBN 2816201236 et 978-2816201239).
- Sœur Marie-Marthe Chambon et les Saintes Plaies de Notre Seigneur Jésus-Christ, DFT Éditions, 2015, 64 p. (ISBN 9782904770470).
- Sœur Marie-Marthe Chambon et la dévotion aux saintes plaies, Solaro, 1990, 23 p.
- (collectif), Marie Marthe Chambon, Anne Sigier, 2002 (ISBN 2891292545 et 978-2891292542).
- Willibrord Schoons, La stigmatisée de Chambéry, sœur Marie-Marthe Chambon: l'Apôtre des plaies du Christ, Annales de Beauraing et de Banneux, 1934.
- « Sœur Marie-Marthe Chambon », sur visitation-nantes.fr, La Visitation Sainte-Marie de Nantes (consulté le 20 juillet 2016).
- Joannès Rosset, Articles pour la cause de béatification et canonisation de la servante de Dieu sœur Marie-Marthe Chambon, religieuse converse de la Visitation Sainte-Marie de Chambéry, 1930, 47 p.
- Soeur Marie-Marthe Chambon, religieuse de la Visitation Sainte-Marie de Chambéry, 1841-1907, Chambéry, éd Monastère de la Visitation, Imprimeries Réunies, 1928, 316 p. (lire en ligne sur Gallica).